# Ethel Teare
Ethel Teare est une actrice américaine née le 11 janvier 1894 à Phoenix, Arizona (États-Unis), morte le 4 mars 1959 à San Mateo (États-Unis).

## Filmographie
- 1914 : The Widow's Might
- 1914 : Fatty and the Shyster Lawyer
- 1914 : Tough Luck Smith
- 1914 : The Devil and Mrs. Walker
- 1914 : In Dutch
- 1914 : Through the Keyhole
- 1914 : Love, Oil and Grease : Hazel
- 1915 : Getting Father's Goat
- 1915 : Cornelius and the Wild Man
- 1915 : Mr. Pepperie Temper
- 1915 : You'll Find Out
- 1915 : Flirtatious Lizzie
- 1915 : Ham at the Fair
- 1915 : Nearly a Bride
- 1915 : Romance a la Carte
- 1915 : Double-Crossing Marmaduke
- 1915 : Foiled
- 1915 : Whitewashing William
- 1915 : Adam's Ancestors
- 1915 : Queering Cupid
- 1915 : The Knaves and the Knight
- 1915 : The Hoodoo's Busy Day
- 1915 : A Bargain in Brides
- 1915 : Oh, Doctor!
- 1915 : Only a Country Girl
- 1915 : Minnie the Tiger
- 1915 : Almost a King (it)
- 1915 : The Bandits of Macaroni Mountain : Concha
- 1915 : The Caretaker's Dilemma
- 1916 : Phoney Cannibal : Mrs. Mum
- 1916 : The Missing Mummy
- 1916 : Guardian Angels
- 1916 : The Tale of a Coat
- 1916 : Snoop Hounds
- 1916 : Artful Artists
- 1916 : Wurra-Wurra
- 1916 : The Mexican Chickens
- 1916 : Ham Takes a Chance
- 1916 : A Molar Mix-Up
- 1916 : Ham the Diver
- 1916 : Earning His Salt
- 1916 : A Riddle in Rascals
- 1916 : When Hubby Forgot
- 1916 : Gypsy Joe (it)
- 1916 : The Eveless Eden Club
- 1916 : At Bachelor's Roost
- 1916 : The Trailing Tailor
- 1916 : Trapping the Bachelor
- 1916 : Fashion and Fury
- 1916 : Their Taking Ways
- 1916 : Counting Out the Count
- 1916 : Romeo of the Coal Wagon
- 1916 : Midnight at the Old Mill : Sheila Gettem
- 1916 : Ham the Explorer
- 1916 : The Sauerkraut Symphony : Sauerkraut heiress
- 1916 : The Bogus Booking Agents
- 1916 : Dudes for a Day
- 1916 : The Fatal Violin
- 1916 : The Quest of the Golden Goat
- 1916 : The Jailbirds
- 1916 : The Iceman and the Artist
- 1917 : The Blundering Blacksmiths
- 1917 : A Bathtub Bandit : Tavern Keeper's Daughter
- 1917 : Ghost Hounds
- 1917 : The Model Janitor
- 1917 : A Flyer in Flapjacks
- 1917 : Whose Baby?
- 1917 : Thirst
- 1917 : Lost: A Cook
- 1917 : Whirlwind of Whiskers : Manicurist
- 1917 : Roping Her Romeo : Helen Bent, in the Marriage Market
- 1917 : Casimir et la Formule secrète (An International Sneak) de Hampton Del Ruth et Fred C. Fishback : une détective
- 1918 : Watch Your Neighbor
- 1918 : Those Athletic Girls : An Instructress
- 1919 : Trying to Get Along
- 1919 : Her First Kiss
- 1919 : Wild Waves and Women
- 1919 : Up in Alf's Place
- 1920 : Her Naughty Wink
- 1920 : Monkey Business
- 1920 : Ten Nights Without a Barroom
- 1920 : Hold Me Tight
- 1921 : The Baby
- 1921 : Roaring Lions on Parade
- 1921 : Skirts
- 1921 : The Tomboy : The Village Belle
- 1921 : Be Reasonable : The Lifeguard's Neglected Wife
- 1922 : Please Be Careful
- 1924 : Picking Peaches
- 1924 : A Woman Who Sinned : Mitzi
- 1924 : Columbus and Isabella
- 1924 : Anthony and Cleopatra